# Grzegorz Heromiński
Grzegorz Heromiński (ur. 18 czerwca 1948 w Mysłowicach) – polski aktor komediowy; najbardziej znany z ról Adasia Hapsa w Kingsajzie (1987) Juliusza Machulskiego, Władzia Rzepeckiego w Pogrzebie kartofla (1990) Jana Jakuba Kolskiego oraz Stasia Niemotki w U Pana Boga za miedzą (2009) Jacka Bromskiego.

## Życiorys
21 września 1973 debiutował jako aktor teatralny na deskach Teatru Ziemi Krakowskiej w sztuce Niespodzianka Karola Rostworowskiego w reżyserii Jerzego Wasiuczyńskiego, w której wcielił się w postać Kubusia. W 1976 w Warszawie zdał egzamin eksternistyczny dla aktorów dramatycznych.
Pod koniec lat 80. grał w reklamach tworzonych przez ITI dla firm, takich jak Baltona czy Universal.
W latach 90. związany był z Teatrem Polskim w Nowym Jorku oraz Polskim Instytutem Teatralnym w USA, prowadzonym przez Ninę Polan.
W 2012 roku aktor wrócił na stałe do ojczyzny.

## Kariera teatralna
- Teatr im. Ludwika Solskiego w Tarnowie (1973−1975)
  - Romeo i Julia dramat Williama Szekspira (reż. Antoni Baniukiewicz, 1973) jako Baltazar
  - Hamlet tragedia Williama Szekspira (reż. Giovanni Pampiglione, 1973) jako Grabarz II, Rajnold
  - Niespodzianka dramat Karola Rostworowskiego (reż. Jerzy Wasiuczyński, 1973) jako Kubuś
  - Zamach dramat Tadeusza Brezy i Stanisława Dygata (reż. Jerzy Goliński, 1974) jako Monter Szczepaniak
  - O straszliwym smoku i ... dramat Marii Kownackiej (reż. Jerzy Ukleja, 1974) jako Kot
  - Trzy siostry dramat Antoniego Czechowa (reż. Bogdan Hussakowski, 1975) jako Ordynans
- Teatr Dramatyczny im. Jana Kochanowskiego w Opolu (1977−1979)
  - Śnieg dramat Stanisława Przybyszewskiego (reż. Bogdan Hussakowski, 1977) jako Paweł
  - Terminator dramat Petera Handkego (reż. Zbigniew Mich, 1977) jako Uczeń
  - Protokół pewnego zebrania dramat Aleksandra Gelmana (reż. Zbigniew Mich, 1977) jako Wasilij Potapow
  - Burza komedia Williama Szekspira (reż. Jerzy Goliński, 1978) jako Ariel
  - Odejście Głodomora dramat Tadeusza Różewicza (reż. Bohdan Cybulski, 1978) jako Głodomór
  - Magic afternoon dramat Wolfganga Bauera (reż. Zbigniew Mich, 1979) jako Joe
  - Szalona Greta dramat Stanisława Grochowiaka (reż. Tomasz Zygadło, 1979) jako Grabarz I
- Teatr im. Stefana Jaracza w Łodzi (1979−1988)
  - Dacza dramat Ireneusza Iredyńskiego (reż. Mikołaj Grabowski, 1979) jako Józio
  - Fachowcy cykl dialogów Stefana Friedmanna i Jonasza Kofty (reż. Jerzy Gruza, 1981) jako Framuga
  - Grenadier-król powieść Andrzeja Kijowskiego (reż. Jerzy Hutek, 1981) jako młody żołnierz
  - Jak wam się podoba komedia Williama Szekspira (reż. Bogdan Hussakowski, 1981) jako Sylwiusz
  - Opera za trzy grosze dramat Bertolta Brechta (reż. Bogdan Hussakowski, 1983) jako Kuba
  - Ozimina powieść Wacława Berenta (reż. Andrzej Maj, 1983) jako Horodyski
  - Opiekun mojej żony komedia Georges’a Feydeaua (reż. Włodzimierz Nurkowski, 1983) jako Ezechiel
  - Czekając na Godota dramat Samuela Becketta (reż. Maciej Prus, 1984) jako Lucky
  - Ferdydurke powieść Witolda Gombrowicza (reż. Bogdan Hussakowski, 1986) jako Miętus
  - Proces powieść Franza Kafki (reż. Jerzy Hutek, 1986) jako Student
  - Tytus, Romek i A’Tomek musical dla dzieci Anny Amarylis i Jerzego Boma (reż. Ewa Markowska, 1986) jako Tytus
  - Bye-Bye, Jonasz!, czyli Tajemnice Tytanica komedia Jana Kaczmarka (reż. Andrzej Herder, 1986) jako Jonasz
  - Wesele dramat Stanisława Wyspiańskiego (reż. Bogdan Hussakowski, 1987) jako Nos
  - Bunt komputerów musical Jacka Cygana (reż. Wojciech Kępczyński, 1987)
  - Samobójca dramat Nikołaja Erdmana (reż. Marcel Kochańczyk, 1988) jako Jegoruszka

## Filmografia
- Ćma (1980) jako Tomek
- Wierne blizny (1981) jako urzędnik w komisji wojskowej (niewymieniony w czołówce)
- Vabank (1981) jako asystent komisarza
- Gry i zabawy (1982)
- Fucha (1983) jako Gach wdowy Nowackiej
- Przeznaczenie (1984) jako Windziarz
- Vabank II czyli riposta (1984) jako Asystent komisarza Przygody
- Romans z intruzem (1984) jako cywil
- Kochankowie mojej mamy  (1985)
- Pismak (1985) jako Garbus
- Wakacje w Amsterdamie (1985) jako mężczyzna w piwiarni (niewymieniony w czołówce)
- Ostatni dzwonek (1986)
- O rany, nic się nie stało!!! (1987) jako Plichta
- Kingsajz (1987) jako Adaś
- Niezwykła podróż Baltazara Kobera (1988) jako Drukarz
- Przyjaciele wesołego diabła (1988) jako Rybarczyk (odc. 2 i 5)
- Déja vu (1988) jako trener niemiecki
- Bliskie spotkania z wesołym diabłem (1988) jako Rybarczyk
- Serenite (1988) jako Karol, narzeczony Agaty/Leopold, ojciec Agaty
- Kanclerz (1989)
- Gdańsk 39  (1989)
- Kramarz (1990) jako bandyta
- Kanalia (1990) jako urzędnik (niewymieniony w czołówce)
- Piggate (1990) jako Updike, operator Schumanna
- Pogrzeb kartofla (1990) jako Rzepecki
- Zabić na końcu (1990) jako członek ekipy filmowej
- Mów mi Rockefeller (1990) jako Jędrys
- Trzy dni bez wyroku (1991) jako pracownik laboratorium kryminalnego
- Szczęśliwego Nowego Jorku (1997) jako kolega Potejta na rogu kościoła (niewymieniony w czołówce)
- U Pana Boga w ogródku (2007) jako „Amerykanin” – Staś Niemotko (2 odcinki)
- U Pana Boga za miedzą (2009) jako „Amerykanin” – Staś Niemotko

### Teatr Telewizji
- Niezwykłe przygody p. Kleksa (reż. Laco Adamik, 1980) jako Tomek
- Pyłek w oku (reż. Jerzy Wójcik, 1980) jako Osmudzki
- Korowód cz.I (reż. Bogdan Hussakowski, 1986) jako żołnierz
- Dom, który zbudował Jonathan Swift (reż. Tadeusz Junak, 1988) jako Liliput
- Cyganeria warszawska (reż. Krzysztof Rościszewski, 1989) jako Zenon
- Anatol (reż. Bogdan Hinkus, 1989) jako Franciszek
- Grube ryby (reż. Bogusław Sochnacki, 1990) jako Pagatowicz

## Nagrody
- XXI Festiwal Polskich Sztuk Współczesnych we Wrocławiu
  - W 1980 otrzymał wyróżnienie za rolę Józia w Daczy Ireneusza Iredyńskiego (reż. Mikołaj Grabowski) w Teatrze im. Jaracza w Łodzi
- Festiwal Piosenki Żołnierskiej
  - W 1986 otrzymał nagrodę Srebrny Pierścień za rolę Miętusa w Ferdydurke Witolda Gombrowicza (reż. Bogdan Hussakowski) w Teatrze im. Jaracza w Łodzi